# Dywan (powieść)
Dywan (tyt. oryg. The Carpet People) – powieść będąca debiutem literackim Terry’ego Pratchetta.
Pratchett początkowo napisał Dywan mając 17 lat, ale książka została wydana po raz pierwszy kilka lat później, w 1971 roku, czyli wtedy gdy Pratchett zaczął pracować jako dziennikarz. Autor zdecydował się przepisać tę powieść ponownie i ta wersja została wydana w 1992 roku, czyli gdy seria Świat Dysku była już znana. Jak określił to sam Pratchett w przedmowie do drugiego wydania: Książka miała dwóch autorów, choć była to ta sama osoba. W Polsce książka ukazała się w 1997 roku w tłumaczeniu Jarosława Kotarskiego.
Dywan zawiera podobną mieszankę specyficznego humoru i rozmów na poważne tematy, które w późniejszym czasie pojawiły się w cyklu Świat Dysku, chociaż sam Dywan nie jest częścią tej serii.

## Fabuła

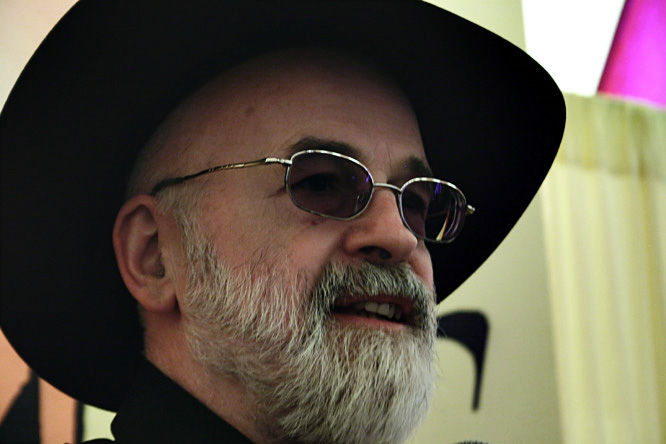
Terry Pratchett

Fabułę stanowi opowieść o exodusie pokolenia Munrung ze świata, który powszechnie jest znany jako Dywan. Podobieństwo tego świata do dywanu nie kończy się wyłącznie na samej nazwie – na przykład las w Munrung to krajobraz przypominający włosy z dużymi kawałkami pyłu. Powodem ucieczki jest tajemnicza siła Fray, która zniszczyła dotychczasowy dom bohaterów. Czym jest Fray nigdy tak naprawdę nie zostało wyjaśnione, choć przyjmuje się, na podstawie sugestii wynikających z fabuły, że może to być odkurzacz. Przewodnikiem uciekinierów jest Glurk, którego wspiera szaman i filozof Pismire.

## Tłumaczenia
Ze względu na swą popularność Dywan doczekał się wielu tłumaczeń i znany jest pod tytułami:
- The Carpet People – oryginał, (język angielski)
- Килимените хора (język bułgarski)
- Kobercové (język czeski)
- Tæppefolket (język duński)
- Vaibarahvas (język estoński)
- Le Peuple du Tapis (język francuski)
- Οι Χαλιμάντζαροι (język grecki)
- אנשי השטיח (język hebrajski)
- Die Teppichvölker (język niemiecki)
- Il Popolo Del Tappeto (język włoski)